# 475696 Fisiocritico
475696 Fisiocritico è un asteroide della fascia principale. Scoperto nel 2006, presenta un'orbita caratterizzata da un semiasse maggiore pari a 2,244679 UA e da un'eccentricità di 0,075549, inclinata di 3,737456° rispetto all'eclittica.
È dedicato all'Accademia delle scienze di Siena, detta anche Accademia dei Fisiocritici.